# Archambault Ridge
Archambault Ridge är en bergstopp i Antarktis. Den ligger i Östantarktis. Nya Zeeland gör anspråk på området. Toppen på Archambault Ridge är 2 615 meter över havet, eller 17 meter över den omgivande terrängen. Bredden vid basen är 0,73 km.
Terrängen runt Archambault Ridge är huvudsakligen kuperad, men österut är den bergig. Trakten är obefolkad. Det finns inga samhällen i närheten.